# Knihovna a tiskárna pro nevidomé K. E. Macana
Knihovna a tiskárna pro nevidomé K. E. Macana v Praze je příspěvková organizace a knihovna, kterou zřizuje Ministerstvo kultury České republiky, založil ji nevidomý hudební skladatel Karel Emanuel Macan, po němž je pojmenována.
Jejím hlavním účelem je zpřístupňovat nevidomým a zrakově postiženým osobám informace a umělecké hodnoty prostřednictvím Braillova písma, zvukových záznamů (např. audioknih, reliéfní grafiky či digitálních textů. Půjčování knih (bodových a audioknih) je včetně poštovného zdarma.

## Historie
Předchůdcem Macanovy knihovny byl spolek Český slepecký tisk, který vznikl v červnu 1918 sloučením částí fondů čtyř knihoven při slepeckých ústavech a který rovněž pomohl K. E. Macan založit. Stát tento spolek finančně nepodporoval, peníze pro svou činnost získával pořádáním společenských a dobročinných akcí. Po roce 1948 byl spolek znárodněn a majetek převeden pod Svaz československých invalidů, roku 1951 jej nevidomí znali pod názvem Slepecká tiskárna a knihovna. V roce 1989 se Svaz československých invalidů rozpadl, samostatnou knihovnu pod svá křídla vzalo ministerstvo kultury jako národní kulturně-osvětovou instituci pro nevidomé.

## Činnost
Činností se zaměřuje především na tyto tři oblasti:
- výroba
  - publikací tištěných Braillovým písmem - tímto způsobem zpracovávají krásnou i odbornou literaturu, periodika, hudebniny, jazykové a pro základní školy určené učebnice
  - zvukových nahrávek - týká se to jak knih z běžné produkce, tak zvukových časopisů a odborné literatury
  - reliéfních grafik - což zahrnuje ilustraci knih a učebnic pro děti či samostatné obrazové publikace (atlasy, kalendáře, pohlednice)
- služby (osobní výpůjčky, zásilkové a rozvážkové výpůjčky, přepisovací a načitatelské služby, prodej slepeckých knih, papíru nebo hudebnin)
- metodická činnost (tzv. putovní fond zvukových knih či pomoc oddělením knihoven pro zrakově postižené)